# Lachskaviar

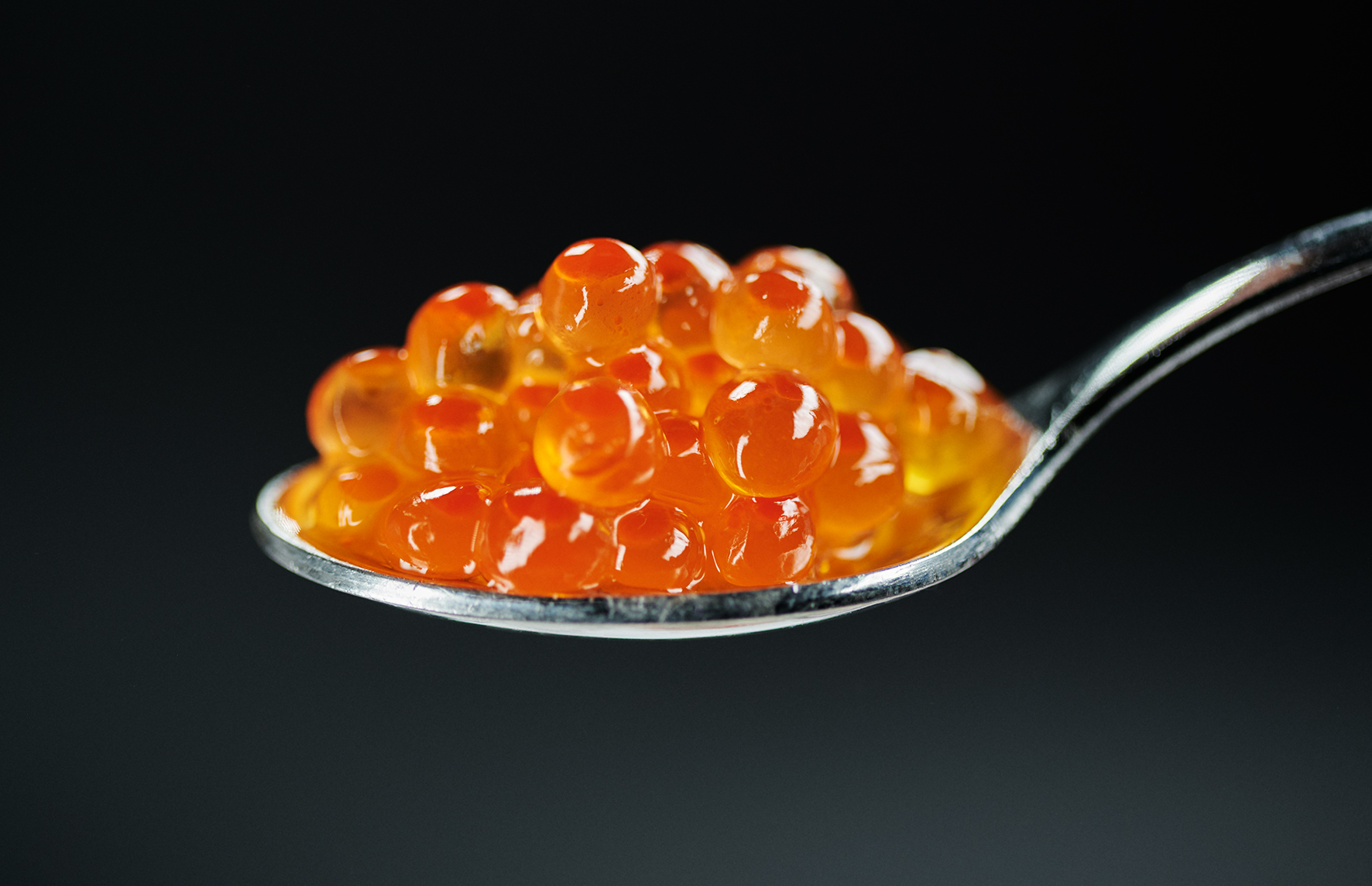
Lachskaviar auf einem Löffel

Lachskaviar oder Lachsrogen, seltener auch Roter Kaviar, ist ein Nahrungsmittel, das aus den gereinigten und behandelten Eiern von Lachsfischen hergestellt wird. Lachskaviar ist ein Bestandteil der russischen und japanischen Küche.

## Bezeichnungen
Im Handel findet sich neben der allgemeinen Bezeichnung Lachskaviar regelmäßig auch die spezifische Bezeichnungen wie Keta-, Kisutch- oder Gorbuschakaviar. Diese Namenszusätze geben an, von welcher Lachsart der Rogen stammt. Keta Kaviar stammt vom Ketalachs (Oncorhynchus keta), Kisutchkaviar vom Silberlachs (Oncorhynchus kisutch) und Gorbuscha Kaviar vom Buckellachs (Oncorhynchus gorbuscha). Seit der wachsenden Beliebtheit der japanischen Küche in Deutschland, findet man Lachskaviar im Handel zunehmend auch unter dem japanischen Namen Ikura (japanisch イクラ). Dieser Begriff entstammt dem russischen Wort „ikra“ (russisch икра ikra) und bedeutet sowohl „Fischrogen“ als auch „klein und körnig“. In Russland wird der Lachsrogen als „roter Kaviar“ (russisch красная икра krasnaya ikra) bezeichnet.

## Herstellung
Um die einzelnen Lachseier zu verarbeiten, ist es notwendig, sie von der Eierstockmembran zu trennen. Dazu werden die Lachseier auf eine Trennvorrichtung, bspw. ein grobes Gitter oder Sieb, gelegt und durch Reiben voneinander separiert. Anschließend werden diese in Salzlake eingelegt, wobei je nach den örtlichen Gepflogenheiten leicht unterschiedliche Verfahren angewandt werden. Unreife Eier haben eine brüchige Schale und sind daher für diese Verarbeitung ungeeignet. Darüber hinaus sind Eier, die bereits zum Laichen gelegt wurden, ebenfalls nicht geeignet, da die Oberfläche des Eies nach dem Laichvorgang beginnt auszuhärten. Im Handel ist Lachskaviar entweder frisch oder pasteurisiert ganzjährig in loser Abfüllung oder in Gläsern erhältlich.

## Kulinarik
In Russland gilt Lachskaviar als beliebte Delikatesse. Dort isst man Lachskaviar üblicherweise auf gebuttertem Brot oder kleinen Pfannkuchen. In Japan wurde das Zubereiten von Lachskaviar während der Taishō-Periode (1912–1926) aus Russland übernommen. Auch wenn Russland als Ursprungsland zählt, gilt Japan heute als der mit Abstand größte Absatzmarkt für Lachskaviar. Dort wird es häufig als Sushi zubereitet oder als Beilage zu Reisgerichten wie Donburi genutzt. Nicht nur in Russland und Japan gilt Lachskaviar als beliebte Speise. In anderen Teilen der Welt wird Lachskaviar bspw. auf gebuttertem Brot, als Beilage oder als Zutat in verschiedenen Gerichten der Haute- oder Fusionsküche verwendet.
Lachskaviar und Wein können geschmacklich eine unpassende Kombination bilden. Ein unangenehmer Geschmack tritt vor allem beim Rotwein auf. Der als negativ wahrgenommene Beigeschmack ist umso stärker, je höher der Eisengehalt und die Konzentration von 1-Octen-3-on und (E,Z)-2,4-Heptadienal im Wein ist. Der Eisengehalt eines Weines ist von Faktoren wie Rebsorte, Boden, Anbauregion und Lagerdauer abhängig.